# نفل هاوسنخت
نفل هاوسنخت (باللاتينية: Trifolium haussknechtii) نوع نباتي من جنس النفل من الفصيلة البقولية. سمي على اسم عالم النبات الألماني هنريش كارل هاوسنخت.

## الموئل والانتشار
موطنه الأصلي بلاد الشام وتركيا.